# Dzbenin (gmina Rzekuń)
Dzbenin – wieś sołecka w Polsce położona w województwie mazowieckim, w powiecie ostrołęckim, w gminie Rzekuń. Przez Dzbenin przepływa rzeka Narew.
Wierni Kościoła rzymskokatolickiego należą do parafii Zbawiciela Świata w Ostrołęce.

## Historia
Wieś szlachecka Dzbynino położona była w drugiej połowie XVI wieku w powiecie ostrołęckim ziemi łomżyńskiej. W latach 1921–1939 wieś leżała w województwie białostockim, w powiecie łomżyńskim, w gminie Rzekuń.
Według Powszechnego Spisu Ludności z 1921 roku wieś zamieszkiwało 468 osób, 457 było wyznania rzymskokatolickiego a 11 mojżeszowego. Jednocześnie wszyscy mieszkańcy zadeklarowali polską przynależność narodową. Było tu 78 budynków mieszkalnych. Miejscowość należała do parafii rzymskokatolickiej w m. Rzekuń. Podlegała pod Sąd Grodzki w Ostrołęce i Okręgowy w Łomży; właściwy urząd pocztowy mieścił się w Rzekuniach.
W wyniku napaści ZSRR na Polskę we wrześniu 1939 miejscowość znalazła się pod okupacją sowiecką. Od czerwca 1941 roku pod okupacją niemiecką. Od 22 lipca 1941 do 1945 włączona w skład Landkreis Scharfenwiese Regierungsbezirk Zichenau (rejencji ciechanowskiej) III Rzeszy. 
W latach 1975–1998 miejscowość należała administracyjnie do województwa ostrołęckiego. 

## Urodzeni
Miejsce urodzenia malarza i poety Mieczysława Czychowskiego. Jego imię nosi obecnie miejscowa szkoła podstawowa.

## Zabytki
- Królewski kamień Stefana Batorego – znaleźć go możemy przed wyspą przy lewym brzegu Narwi. Jest to granitowy głaz narzutowy o obwodzie 12 m, nazywany „Kamieniem Batorego”. Zgodnie z legendą podczas jednego z polowań król Stefan Batory został zraniony przez jelenia. Rana została opatrzona przez medyka, a za miejsce opatrzenia służył przedmiotowy głaz. Na kamieniu przy dokładnym spojrzeniu możemy dostrzec wykutą literę „B”[potrzebny przypis].